# All This and Puppet Stew
All This and Puppet Stew — шестой студийный альбом американской панк-рок-группы The Dickies, выпущен 22 мая 2001 года на лейбле Fat Wreck Chords. Альбом записывался в период с 1996 по 2001 год, он посвящён Джоуи Рамону.

## Список композиций
- Все песни написаны Стэном Ли и Л. Г. Филлипсом, кроме особо отмеченных

1. See My Way — 3:22
2. Keep Watchin' the Skies (Phillips, Williams) — 2:24
3. Free Willy — 2:33
4. Donut Man — 2:56
5. Howdy Doody in the Woodshed II (Hufsteter, Lee, Phillips) — 1:31
6. Marry Me, Ann — 2:26
7. Sobriety — 2:09
8. I Did It — 2:30
9. Whack the Dalai Lama — 2:24
10. He’s Courtin' Courtney — 2:32
11. Nobody But Me — 2:06
12. My Pop the Cop — 2:20
13. It’s Huge — 3:13

- На песню «Donut Man» был снят анимационный видеоклип.

## Синглы
Две песни с «All This and Puppet Stew» были выпущены в виде 7" синглов. Би-сайдами к ним стали песни, позже выпущенные на этом же альбоме.
- «My Pop The Cop» / «Marry Me, Ann»[2]
- «Free Willy» / «Howdy Doody In The Woodshed II»[3]

## В записи участвовали
- Леонард Грейвз Филлипс (Leonard Graves Phillips) — вокал, клавишные
- Стэн Ли (Stan Lee) — гитара
- Little Dave Teague — гитара
- Рик Дэшер (Rick Dasher) — бас-гитара, бэк-вокал
- Трэвис Джонсон (Travis Johnson) — ударные

## Ссылка
- Страница альбома на сайте Fat Wreck Chords Архивная копия от 13 марта 2009 на Wayback Machine